# Ewa Bartnik
Ewa Maria Bartnik z domu Balicka (ur. 15 grudnia 1949 w Warszawie) – polska biolożka, profesor nauk biologicznych, wykładowczyni akademicka, popularyzatorka nauki.

## Życiorys
Ukończyła studia z zakresu biologii na Uniwersytecie Warszawskim. Uzyskiwała następnie kolejne stopnie naukowe (doktora i doktora habilitowanego). W 1993 otrzymała tytuł profesora nauk biologicznych. Pracę zawodową rozpoczynała w Zakładzie Genetyki UW, następnie związana z Instytutem Genetyki i Biotechnologii tego uniwersytetu oraz z Instytutem Biochemii i Biofizyki Polskiej Akademii Nauk. W prac naukowej specjalizowała się w zagadnieniach związanych z biologią molekularną i genetyką, prowadziła badania dotyczące mitochondrialnego DNA. Pełniła funkcję sekretarza generalnego Polskiego Towarzystwa Genetycznego, została zastępczynią przewodniczącego Komitetu Genetyki Człowieka i Patologii Molekularnej PAN oraz członkinią Centralnej Komisji ds. Stopni i Tytułów. Członkini komitetów bioetycznych: w okresie 2010–2017 przy UNESCO, a od 2015 PAN. Jest również współautorką podręczników biologii dla liceum ogólnokształcącego oraz podręczników akademickich, została przedstawicielką Polski w grupie eksperckiej ds. nauk przyrodniczych w badaniu umiejętności uczniów PISA.
Jest także popularyzatorką nauki, w 2008 została laureatką nagrody honorowej Polskiego Stowarzyszenia Dziennikarzy Naukowych dla naukowca przyjaznego mediom (2008). Otrzymała również nagrodę nagrodę Polskiego Towarzystwa Genetycznego, a w 2024 Medal Polskiej Akademii Nauk im. Mikołaja Kopernika.
W 2011 prezydent Bronisław Komorowski, za wybitne osiągnięcia w pracy naukowo-badawczej i działalności dydaktycznej, za zasługi na rzecz nauki w Polsce i na świecie oraz wspieranie międzynarodowej współpracy naukowej, odznaczył Ewę Bartnik Krzyżem Kawalerskim Orderu Odrodzenia Polski.